# Scherzos (Chopin)

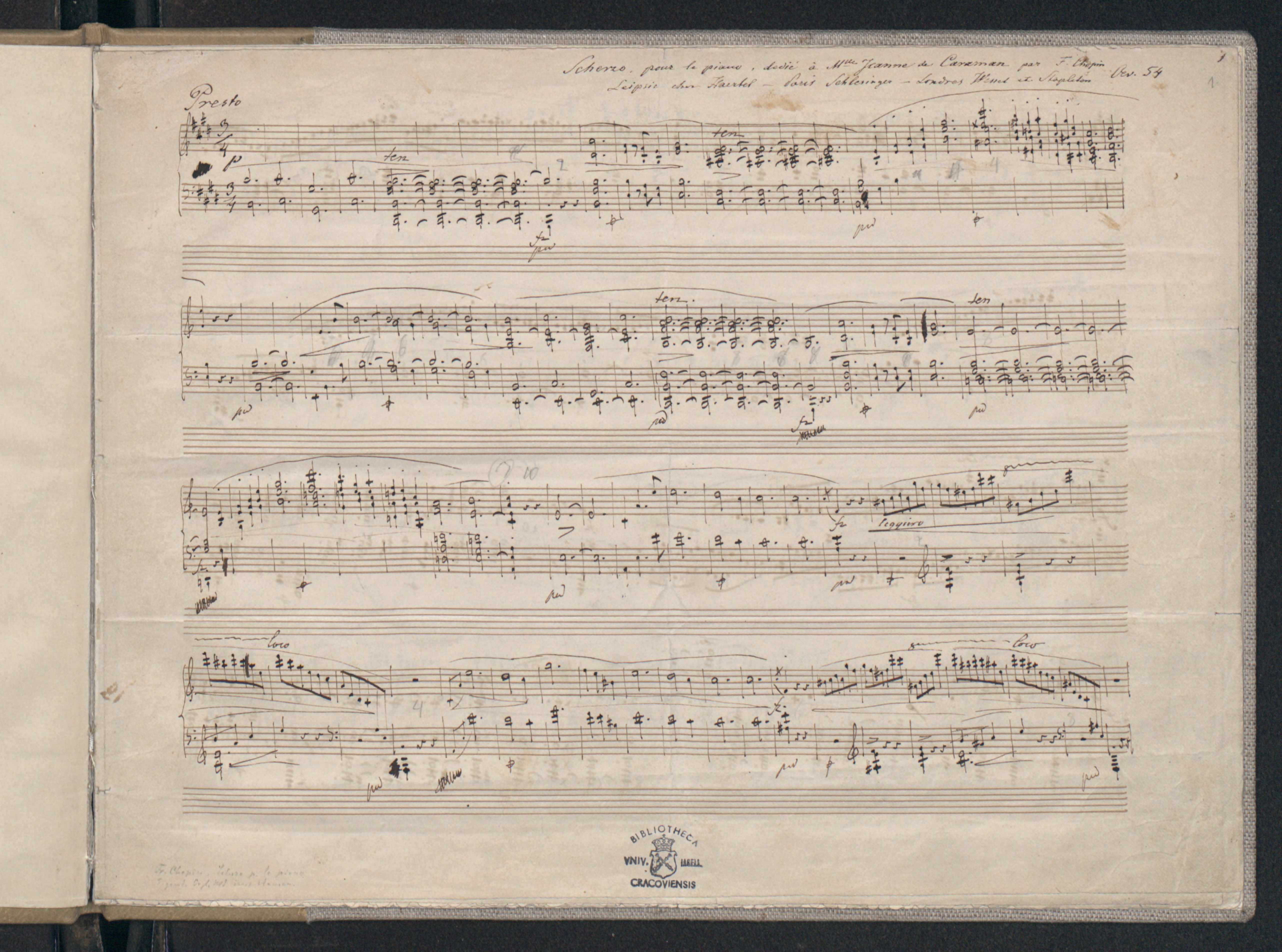
Bản thảo chữ ký của Scherzo số 4, Op. 54 cung Mi trưởng, 1842–1843, Biblioteka Jagiellońska, Kraków

Bốn tác phẩm scherzo (hay scherzi) của Frédéric Chopin là những tác phẩm một chương dành cho độc tấu dương cầm, được sáng tác từ năm 1833 đến năm 1843. Chúng thường được liên kết với bốn bản ballade của Chopin được sáng tác trong cùng thời kỳ; những tác phẩm này là ví dụ về các tác phẩm âm nhạc độc lập quy mô lớn, được sáng tác trong khuôn khổ nhạc cổ điển, nhưng vượt qua những giới hạn về mặt biểu đạt và kỹ thuật trước đây. Không giống như mô hình của nhạc cổ điển, các bản scherzo của Chopin không được đặc trưng bởi sự hài hước hay các yếu tố bất ngờ, mà bởi "những cử chỉ tuyệt vọng và năng lượng ma quỷ" đầy sức mạnh. Bình luận về bản scherzo số 1, Robert Schumann đã viết rằng: "Nếu sự đùa cợt khoác lên tấm màn đen như vậy, thì vẻ trang nghiêm có thế khoác tấm áo gì đây?" :225

## Tổng quan

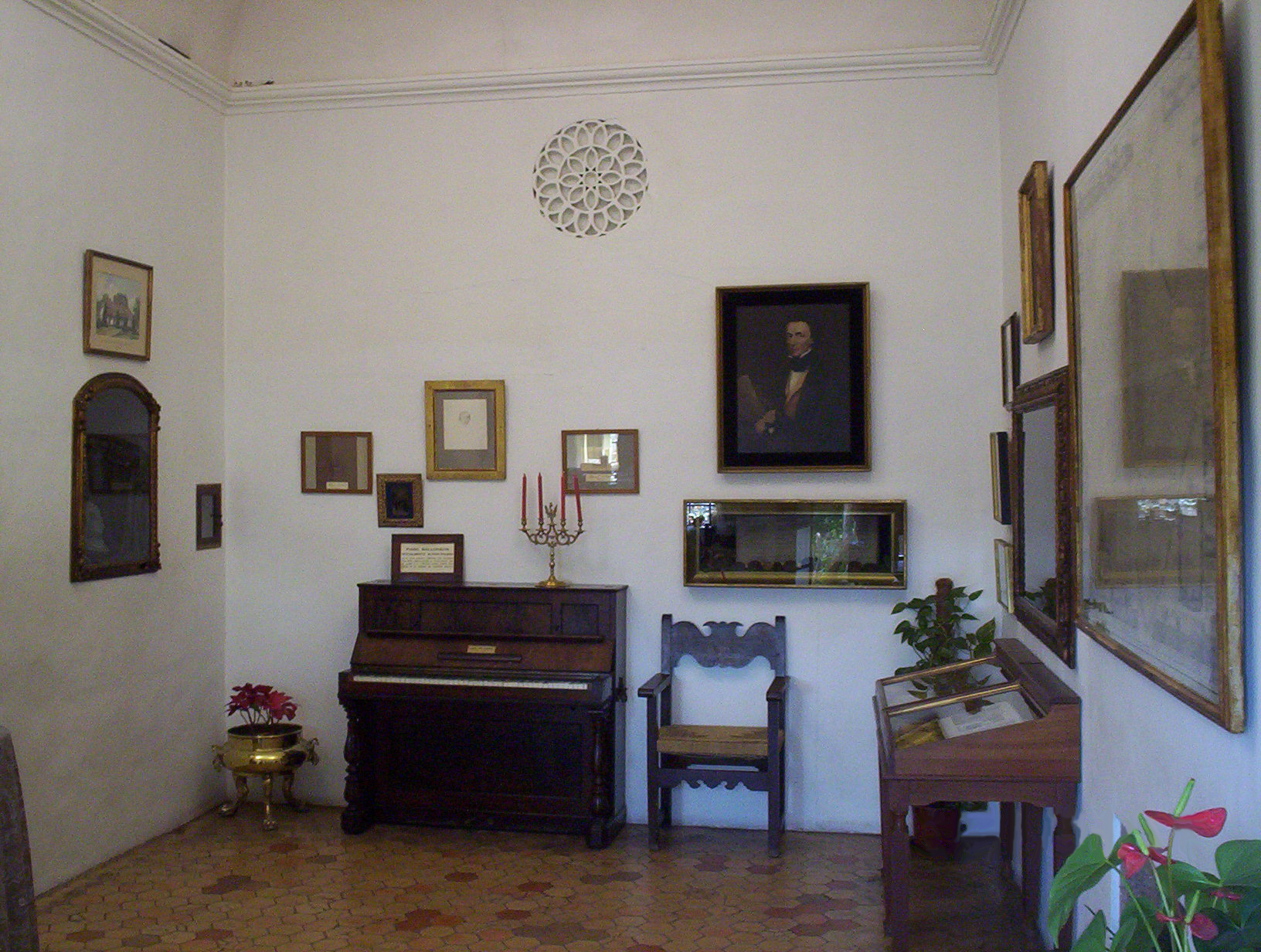
Đàn dương cầm Pleyel thẳng đứng của Chopin tại Valldemossa Charterhouse, Mallorca, nơi George Sand và ông làm việc trong mùa đông 1838–1839

Bắt đầu từ đầu thập niên 1830, sau khi rời Ba Lan, phong cách âm nhạc của Chopin có sự thay đổi đáng kể, bước vào giai đoạn trưởng thành với các sáng tác gồm những bản nhạc đơn chương đặc biệt với quy mô lớn, mang dấu ấn đặc trưng của ông. Có 10 tác phẩm quy mô lớn như vậy—4 bản ballade, 4 bản scherzo và 2 bản fantaisie (Op. 49 và 61). Sự chuyển đổi âm nhạc này diễn ra sau thái độ sống mới của Chopin: sau sự ngưỡng mộ ông nhận được ở Warsaw, ông cảm thấy vỡ mộng vì khán giả Vienna thờ ơ; rồi triển vọng trở thành nghệ sĩ duơng cầm kiêm nhà soạn nhạc của ông dường như kém hấp dẫn hơn; và cuối cùng là nỗi nhớ nhà và cuộc nổi dậy Ba Lan năm 1830 gần đây đã đã gắn kết ông với Ba Lan về mặt tinh thần. Từ đó ông tập trung vào sáng tác thay vì biểu diễn.
Phong cách âm nhạc thời đầu của Chopin xuất phát từ khả năng chơi dương cầm xuất chúng của Daniel Steibelt, Carl Maria von Weber và Johann Nepomuk Hummel. Vượt ra ngoài âm nhạc cổ điển của cuối thế kỷ XVIII, âm nhạc sau này của Chopin đã hồi sinh và vượt qua phong cách brilliant theo nhiều cách: trong bộ Études Op. 10 đầu tiên, ông đã mang đến các yếu tố đối âm mới có độ cô đọng cao; trong các bản Nocturne, các hiệu ứng brilliant đã phát triển thành một phong cách tô điểm giai điệu hoàn thiện; và quan trọng nhất là ông có thể đưa cấu trúc hòa âm bao quát vào các tác phẩm của mình, xen kẽ các đoạn trữ tình và điêu luyện một cách dễ dàng. Vào đầu thập nhên 1830, Chopin đã thành công trong việc kết hợp phong cách cổ điển nhiều chương của Vienna với phong cách brilliant về sau. Từ giai đoạn đó, có thể nhận thấy hình thức sonata trong bản Ballade số 1 và phong cách brilliant trong Scherzo số 1. Tương tự, hai tác phẩm fantaisie về sau của Chopin đã thổi luồng sinh khí mới vào thể loại fantasia cổ điển dành cho đàn phím. Đối với các tác phẩm trưởng thành mở rộng, các tiêu đề thể loại lịch sử–"ballade", "scherzo" hoặc "fantaisie"–rõ ràng có ý nghĩa đối với Chopin; tuy nhiên, như học giả Chopin Jim Samson bình luận, "cuối cùng ông đã vượt qua chúng".
Hình thức âm nhạc "scherzo" xuất phát từ cụm từ tiếng Ý cho "trò đùa". Ở dạng cổ điển, đây thường là một phần của tác phẩm nhiều chương, theo nhịp ba với nhịp độ sôi động và tâm trạng vui tươi. Những bản scherzo của Beethoven là ví dụ điển hình cho hình thức scherzo, với đặc điểm là nhịp điệu sforzandi lệch tông, biểu đạt âm nhạc rõ ràng và các chuỗi nốt nhạc lên xuống. Những bản scherzo trong các bản sonata cho dương cầm của Chopin xuất phát từ mô hình của Beethoven, đặc biệt là trong các bản sonata cuối đời và nhạc thính phòng của ông. Mặc dù nhiều đặc điểm đến từ Beethoven vẫn được giữ nguyên trong các bản scherzo–cấu trúc A–B–A với phần A và B là hai phần tương phản, nhịp ba, cách biểu đạt âm thanh rõ ràng và dấu nhấn sforzando–nhưng về chiều sâu âm nhạc thì bốn bản scherzo của Chopin lại đi vào một lĩnh vực khác biệt và to lớn hơn. Mọi bản scherzo của Chopin đều được đánh dấu nhịp độ presto hoặc presto con fuoco và đã "mở rộng cả quy mô của thể loại và phạm vi biểu đạt của scherzo". Trong những bản scherzo này, đặc biệt là ba bản đầu tiên, bất kỳ cảm giác vui vẻ hay hài hước ban đầu nào đã bị thay thế bằng "một sức mạnh và năng lượng gần như ma quỷ". 
Mỗi bản scherzo đều bắt đầu bằng các mô típ đột ngột hoặc rời rạc, tạo nên cảm giác căng thẳng hoặc bất an. Những động tác mở đầu của bản Scherzo số 1 bao gồm những hợp âm chói tai được theo sau bởi đoạn nhạc nhanh như ngọn lửa ma trơi, tăng dần với những đoạn cao trào—những mô típ lặp lại trong suốt chương nhạc. Trong Scherzo số 2, những âm thanh sotto voce rời rạc ban đầu được theo sau bởi một phản ứng mạnh mẽ đầy kịch tính, tất cả đều được lặp lại. Động thái bắt đầu Scherzo số 3 tương tự nhưng không rõ bằng Scherzo số 2. Phần mở đầu của Scherzo số 4 xen kẽ hai kết cấu và sự hòa âm tương phản–đầu tiên là những hợp âm trầm lắng rồi đến những hình vòng cung nhanh hơn, tăng dần và giảm dần theo cường độ. Tóm lại, Chopin đã thiết lập thể loại scherzos một chương như một thể loại mà trong đó tác phẩm phát triển từ những động tác rời rạc mở đầu, được nghe thấy ngay từ đầu trong những ý tưởng âm nhạc ngắn và tương phản ban đầu.

## Scherzo số 1

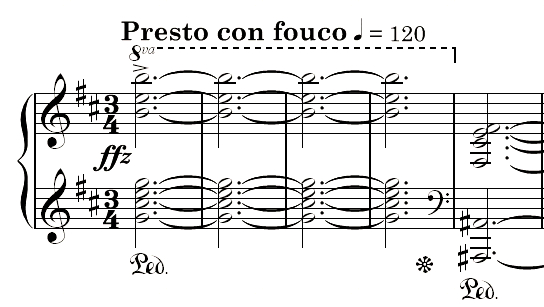

Bản Scherzo số 1 cung Si thứ, Op. 20 được xuất bản vào năm 1835, nhưng chưa rõ ngày tác phẩm bắt đầu được viết:224

## Scherzo số 2

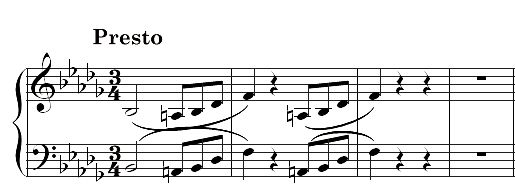

Bản Scherzo số 2 cung Si giáng thứ, Op. 31, được sáng tác từ năm 1835 đến 1837 tại Paris.

## Scherzo số 3

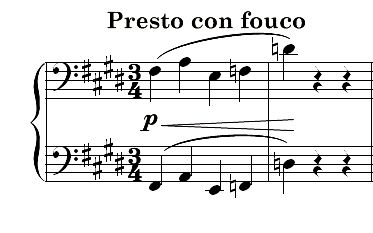

Bản Scherzo số 3 cung Đô thăng thứ, Op. 39, được sáng tác vào giữa năm 1838–1839, quá trình sáng tác bắt đầu tại Tu viện Valldemossa, Mallorca. Tác phẩm được đề tặng cho Adolf Gutmann – học trò của Chopin:444

## Scherzo số 4

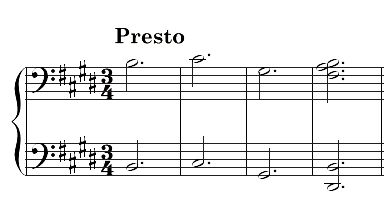

Bản Scherzo số 4 cung Mi trưởng, Op. 54, có thể được sáng tác vào mùa hè năm 1842 và 1843 tại Nohant, Pháp.

## Các bản ghi âm có sẵn
Bốn bản scherzo là một trong những tác phẩm của Chopin được nhiều nghệ sĩ dương cầm nổi tiếng thu âm. Một số ví dụ bao gồm Vladimir Horowitz, Alfred Cortot, Walter Gieseking, Arthur Rubinstein, Emil Gilels, Arturo Benedetti Michelangeli, Maurizio Pollini, Vladimir Ashkenazy, Dinu Lipatti, Sviatoslav Richter, Martha Argerich, Daniel Barenboim, Emanuel Ax, Andrei Gavrilov, John Ogdon, Ivo Pogorelich, Yundi Li, Seong-Jin Cho, Murray Perahia, và Boris Berezovsky.